# Горталово
Горта̀лово е село в Северна България. То се намира в община Плевен, област Плевен.

## География
Горталово се намира на 15 км югоизточно от Плевен и е разположено на река Чернелка.

## История
Селото носи името на майор Горталов, руски военен от Руско-турската Освободителна война, преминал през селото. Старото му име е Карагуй. Според Васил Миков това название произлиза от старобългарската дума крагуй, означаваща сокол.

## Културни и природни забележителности
Между Горталово и съседното село Къртожабене, по течението на реката, се намира лесопарк Чернялка. Там има разкопки и останки от древно римско селище. Основна историческа забележителност е Провъртеник – древен кладенец, издълбан в скалата. В лесопарка има екопътека, много скални образувания, извори и други. Местността често е посещавана от плевенчани.
Тръгвайки от Горталово в посока към Къртожабене надолу по река Чернелка още в самото село ще видим на десния скат на каньона Горталовската пещера, в която има постройка. След това, пак отдясно, е скалната колона Мечока, при която е имало праисторическо селище, а двете пещери наблизо са ползвани като скални църкви до към средата на 19 век. Следва чудноватата скала Цепен камък. Легендата разказва, че тук Крали Марко се бил 3 дни и 3 нощи с арапина Муса Кесаджия, след която арапина избягал позорно. В яда си Крали Марко замахнал със свойта сабя дамаскиня и разцепил скалата на две. На източния бряг се вижда вековна дърво. Там е разположена Момината пещера. Над нея е Градището. На западния бряг има остатъци от римския път от Никополис ад Иструм – Сердика. Пътя минавал край село Карагуй (Горталово), Крушовица, Садовец. Слизал в каньона близо до Капчука и излизал от запад при Върли дол. Горе на западния скат е Вълчи чукар. Над него се намира извора Аладжанската пещ – 1088 м.
Входа му е на платото в края на нивата. Той е във формата на фуния. Минава се през тесен хоризонтален процеп и се стига до отвес като геран. На дъното му започва лабиринт. Има и подземна река, която захранва извора Баба Радица. Близо до този извор е Черната пещ – 20 м. Пак от ляво (на зап. бряг), но по-надолу, е Царева дупка – 27 м. Легендата е, че самия цар Иван Шишман е наредил пещерата да се оборудва като наблюдателница от която да се оглежда каньона. Тя е на височина 10 м в скалите и вътре има каменна маса. Наблизо е имало и скален манастир. Минава се край останки от римски стълби вдясно. По тях се излиза от долината.
Натам се стига при хижа Капчука, а срещу нея през реката вдясно е малката едноименна пещеричка – 18 м. Водата от нея е хваната и захранва хижата. След хижата вдясно пак има римски стълби и път, който извежда от долината. От там има хубав изглед към другото Латинско градище. Това укрепление е било изградено върху един меандър на реката и е естествено защитено от почти всички страни. От юг има дълбок и тесен дол, в който има пещера. Тя е доста разкопана. Горе на калето се виждат останки от кула, стени, тухли, керамика. Откривани са и латински надписи. По-късно тук е бил издигнат и християнски манастир. От северната страна на Градището е Провъртеника. Това е кладенец, изкопан във варовиковата скала. Дълбок е 15 м и широк при отвора 3 м, а долу на дъното 1,30 м. Чрез него е черпена вода направо от реката. Срещу Градището на източния бряг има долина и наблизо е карстовия извор Бъбля.

## Галерия
- Горталовската пещера
- Горталовската пещера
- Разцепен камък
- Латинско градище